# Creully sur Seulles
Creully sur Seulles is een gemeente in het Franse departement Calvados (regio Normandië). De plaats maakt deel uit van het arrondissement Bayeux. Creully sur Seulles is op 1 januari 2017 ontstaan door de fusie van de gemeenten Creully, Saint-Gabriel-Brécy en Villiers-le-Sec. Creully sur Seulles telde op 1 januari 2022 2.272 inwoners.

## Geografie
De oppervlakte van Creully sur Seulles bedroeg op 1 januari 2022 18,71 vierkante kilometer; de bevolkingsdichtheid was toen 121,4 inwoners per km².
De onderstaande kaart toont de ligging van Creully sur Seulles met de belangrijkste infrastructuur en aangrenzende gemeenten.

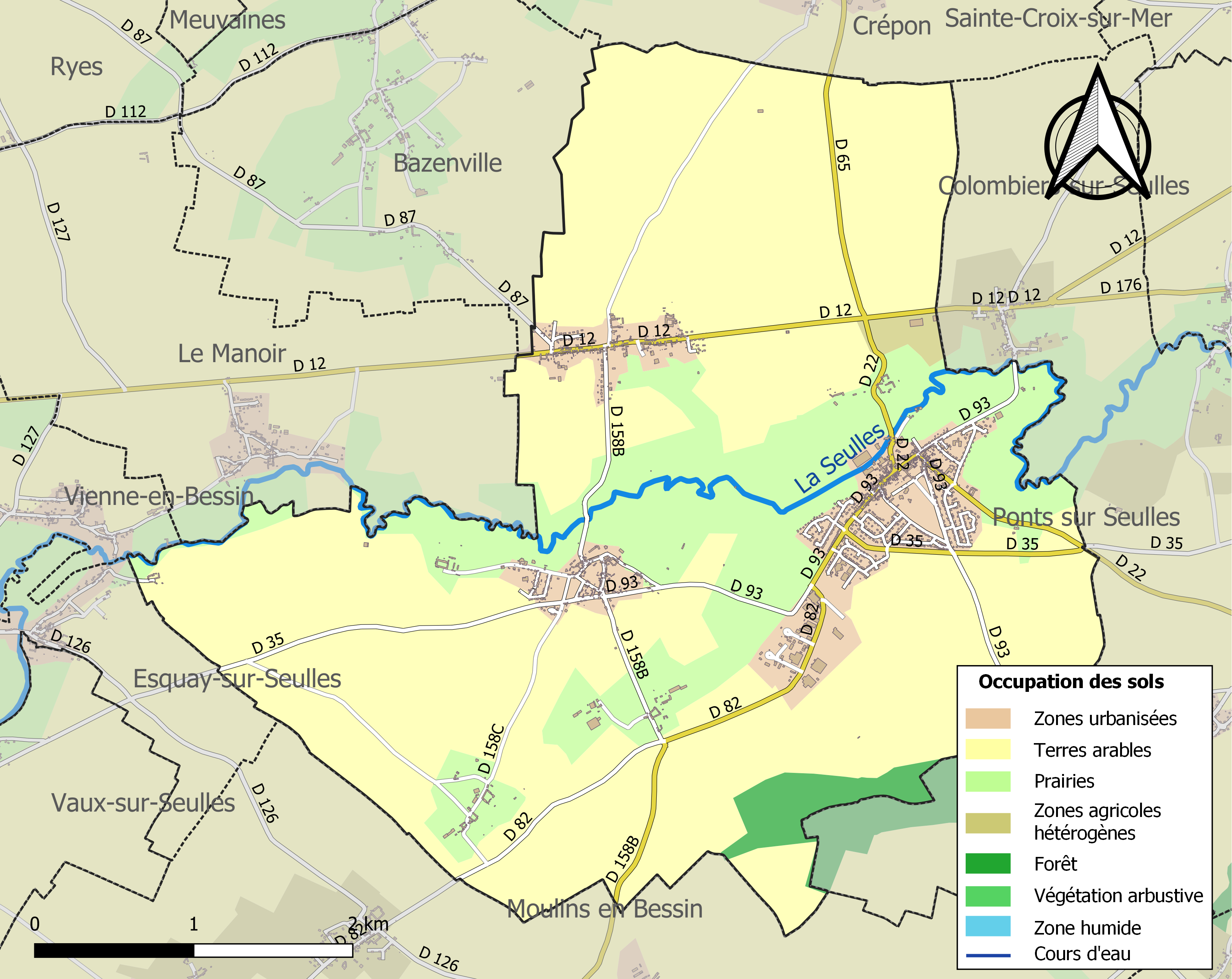